# V Congresso del Partito Operaio Socialdemocratico Russo
Il V Congresso del Partito Operaio Socialdemocratico Russo (POSDR) si svolse a Londra dal 13 maggio al 1º giugno 1907 (dal 30 aprile al 19 maggio secondo il calendario giuliano allora in vigore nell'Impero russo).

## Lavori
Ai lavori presero parte 343 delegati, di cui 103 bolscevichi, 103 menscevichi, 59 membri del Bund ebraico, 47 del partito socialdemocratico polacco-lituano e 31 di quello lettone. Di questi, 302 avevano diritto di voto deliberativo.
Il Comitato Centrale eletto al termine dei lavori era composto da cinque bolscevichi (Gol'denberg, Dubrovinskij, Nogin, Rožkov e Teodorovič), quattro menscevichi (Žordanija, Isuv, Martynov e Nikifor), due socialdemocratici di Polonia e Lituania (Warski e Dzeržinskij) e un lettone (Daniševskis), mentre poco dopo vi vennero cooptati un altro esponente del partito lettone e due bundisti.